# Халонг
Халонг (в'єт. vịnh Hạ Long) — бухта в Тонкінській затоці Південнокитайського моря. Об'єкт світової спадщини ЮНЕСКО.
Бухта включає в себе близько 2000 островів (989 з них мають власні імена), а також невеликі скелі, кручі та печери. Площа її становить близько 1500 км2. Як наземний, так і підводний світ характеризується високою біорізноманітністю.
Халонг перекладається як «там, де дракон занурився в море». За легендою, острова затоки Халонг були створений великим драконом. Він завжди жив у горах, коли ж він вийшов, то продовбав хвостом долини і лощини різноманітної форми. Після його занурення в море, місця, викопані його хвостом, заповнилися водою, і залишилися тільки маленькі острівці землі. Місцеві жителі і до цього дня говорять, що в затоці живе дракон.
Найцивілізованішим островом в затоці по праву можна вважати Туантяу. Саме тут розташовується колишня резиденція Хо Ші Міна. До того ж очікується будівництво на острові курортного комплексу. Катба — найбільший острів у бухті Халонг. Близько половини острова в 1986 році була оголошена національним парком. На острові є безліч озер, водоспадів і гротів, прибережні коралові рифи. Найбільш відомими печерами в бухті Халонг є Пеліканяча (в'єт. hang Bồ Nâu), Дівоча (в'єт. hang Trinh Nữ) і Небесний Палац (в'єт. Động Thiên Cung). Також відомий грот Барабан (в'єт. hang Trống), який отримав свою назву через звуки барабанного бою, що лунають з нього при поривах вітру. Найкрасивішою вважається Печера Дерев'яних Кілків (в'єт. hang Đầu Gỗ).
Бухта Халонг внесена до списку об'єктів Світової спадщини ЮНЕСКО.

## Клімат
Клімат затоки тропічний, вологий, із двома сезонами: гарячий і вологий влітку, та сухий і холодний зимою. Середня температура від 15 до 25 °C, а річна кількість опадів становить від 2000 мм і 2200 мм. Бухта Халонг має типову добову систему припливів (амплітуда коливань припливів 3,5—4 м). Солоності від 31 до 34,5 ‰ у сухий сезон і нижче в дощовий сезон.

## Населення

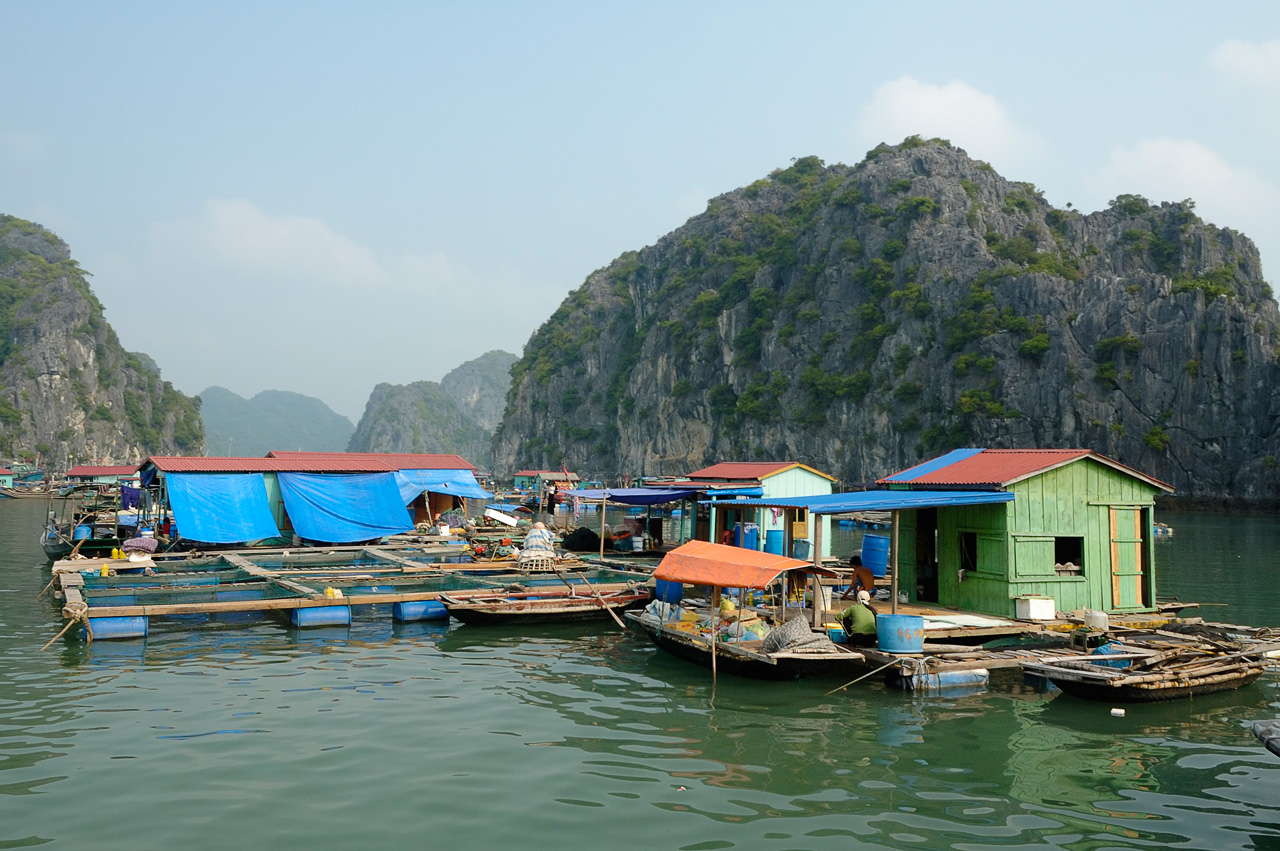
Плаваюче рибальське селище

Спільнота близько 1600 осіб мешкає у бухті в рибальських селищах: Киаван (в'єт. Cửa Vạn), Баханг (в'єт. Ba Hang), Капзе (в'єт. Cặp Dè), комуна Хунгтханг (в'єт. Hùng Thắng), та у місті Халонг. Вони живуть у човнах та плавучих будинках та існують, займаючись рибальством і вирощування морської фауни.

## Транспорт
Острови в бухті: «Дракон», «Вітрило», «Човен», Зеу, Хоанг Са, Труонг Са, Нгоквунг (в'єт. Ngọc Vừng) і Туантяу (в'єт. Tuần Châu), зв′язані між собою човновим і катерним транспортом. Маршрути починаються в портах Байчау і Хонгей.

## Нагороди та відзнаки
У 1962 році В'єтнамське Міністерство культури, спорту і туризму визнало бухту Халонг «Уславленою національною ландшафтною пам'яткою».
Бухта була вперше включена до списку Світової спадщини ЮНЕСКО у 1994 році на знак визнання її видатної, беззаперечної естетичної цінності. У 2000 році Комітет всесвітньої спадщини додатково відзначив Халонг за видатні геологічні та геоморфологічні значення.
У 2009 році всесвітня програма «Сім нових чудес світу» включила Халонг до списку кандидатур семи природних чудес світу.